# Vireo gilvus
Vireo gilvus е вид птица от семейство Vireonidae. Видът е незастрашен от изчезване.

## Разпространение
Разпространен е в Канада, Кайманови острови, Коста Рика, Куба, Салвадор, Гватемала, Хондурас, Ямайка, Мексико, Никарагуа и САЩ.